# オルタマハ (護衛空母)
|          |                                |
| 艦歴     |                                |
| 発注     |                                |
| 起工     | 1941年12月19日                 |
| 進水     | 1942年5月22日                  |
| 就役     | 1942年9月15日                  |
| 退役     | 1946年9月27日                  |
| 除籍     | 1959年3月1日                   |
| その後   | スクラップとして売却           |
| 性能諸元 |                                |
| 排水量   | 7,886トン                      |
| 全長     | 492 ft (150 m)                 |
| 全幅     | 69.5 ft (21.2 m)               |
| 吃水     | 25.5 ft (7.8 m)                |
| 機関     |                                |
| 最大速   | 16 ノット (30 km/h)            |
| 航続距離 |                                |
| 乗員     | 士官、兵員970名                |
| 兵装     | 5インチ砲2門、連装40mm機銃20基 |
| 搭載機   | 24                             |

オルタマハ (USS Altamaha, AVG/ACV/CVE-18) は、アメリカ海軍の護衛空母。ボーグ級航空母艦の1隻。艦名はジョージア州のオルタマハ川に因んで命名された。

## 艦歴
オルタマハは海事委任契約の下ワシントン州タコマのシアトル・タコマ造船所で1941年12月19日に起工した（船体番号235）。1942年5月25日にトーマス・S・コムズ夫人によって進水し、1942年9月15日にJ・R・テート艦長の指揮下就役した。
短期の公試に続いて、オルタマハは10月27日に駆逐艦ケンドリック (USS Kendrick, DD-612) と共にカリフォルニア州サンディエゴを出航した。巡航の途中、ケンドリックの乗組員が潜水艦を発見し、オルタマハに向けて三発の魚雷を発射したと主張した。しかしながらオルタマハの乗組員誰もが魚雷を見つけることは出来なかった。巡航は平穏無事に継続し、オルタマハは10月31日にサンディエゴに到着した。その後、オルタマハは航空機と兵員を積み込み11月3日に船団と共に南西太平洋へ出航した。
11月24日にエスピリトゥサントに到着し、積み荷の一部を陸揚げするとニューカレドニアへ向かう。11月28日にヌーメアに到着し、パイロットの飛行訓練及び乗組員の訓練演習を行う。12月30日にエスピリトゥサントに帰還するが続けてフィジーへ向かい、1943年1月13日にナンディに到着、その後訓練に従事する。
2月前半にオルタマハはフナフティ島に立ち寄り、貨物と兵員を上陸させる。その後ハワイに向かい2月10日に真珠湾に到着した。真珠湾で第11航空団の航空機と兵員を搭載すると2月19日にフィジーに向かう。2月28日にナンディに到着すると荷物を降ろし、ハワイへ帰還する。
真珠湾で短期間停泊した後、オルタマハは3月9日に太平洋艦隊へ向けての補充の航空機を運搬する。3月15日にパルミラ環礁で小休止し、3月17日にジョンストン島で海兵隊航空団を上陸させる。3日後にミッドウェー島に立ち寄り、ハワイへ向けて帰還する。3月23日まで真珠湾に停泊し、アメリカ西海岸へ向かう。
オルタマハは4月1日にサンディエゴに到着し、3ヶ月半の期間をカリフォルニア沖での飛行訓練に費やす。7月13日にアラメダに到着し、アラメダ海軍航空基地で航空機を積み込む。3日後にオーストラリアに向かい、8月3日にブリスベーンに到着する。フリーマントルを10日間訪問し、8月16日にインドへ向けて出航、8月28日にカラチに到着し、陸軍の航空機を29機送り届ける。
9月2日に帰路に就きオーストラリアに向かう。9月18日にメルボルンに到着し、三日間の検査、補修の後アメリカ西海岸へ向かう。10月8日にオーバーホールのためカリフォルニア州ヴァレーオのメア・アイランド海軍工廠に入る。
オルタマハは11月8日に公試に出航し、アラメダで補充の航空機を積み込むと11月13日にブリスベーンへ出航した。11月30日にブリスベーンに到着し積み荷を降ろすと、12月4日に帰路に就く。12月21日にサンディエゴへ到着すると、空母認証訓練と補修を行う。
オルタマハは1944年3月22日に真珠湾に向けて出航する。3月28日に到着し、そこからマーシャル諸島300マイル東方の作戦活動水域に第6混成航空団を輸送する。オルタマハは真珠湾とマーシャル諸島を結ぶ輸送航路での日本軍潜水艦に対する戦闘部隊である第11.1任務群の核となり、3月30日に4隻の護衛駆逐艦と共にハワイを出航する。部隊は4月3日に作戦海域に到着し最初の警戒巡航を行った。部隊は二隻の敵潜水艦と遭遇したが、どちらにも損害を与えることはできなかった。任務群は4月8日にマジュロ環礁に到着し、護衛駆逐艦が燃料を補給した。
新たな任務を受けた部隊は4月11日に出港する。4月14日1400、北緯14度00分 西経177度30分 / 北緯14.000度 西経177.500度の地点でオルタマハは伊36に発見され、追尾される。15日1830、攻撃地点に移動した伊36は、オルタマハが艦載機を収容するために風上に向かって航行しているのを確認。その時、駆逐艦1隻が伊36の方向へ転舵してきたため、伊36は200mの距離で魚雷6本を発射し、水深30mの位置へ潜航。2分10秒後、2回の爆発音を聴取した。1844、オルタマハは2本から4本の魚雷の雷跡を発見し、面舵一杯と機関全速で回避を行った。1分後、魚雷2本が右舷横を通過していった。護衛部隊は伊36を捜索したが、見つけることはなかった。その後は何事もなく、第11.1任務群は4月18日に任務を解かれ真珠湾に向かう。ハワイ海域での短期の維持作業に続き、オルタマハは5月上旬にマジュロに帰還し、その後マーシャル諸島で対潜水艦護衛任務を行った後、5月11日に真珠湾に到着した。
ハワイで二日間停泊した後、オルタマハはアメリカ西海岸に進み、5月18日にアラメダに到着する。修理と改修を行うためユナイテッド・エンジニアリング社の造船所に入り、作業が完了すると5月31日に作戦活動を再開、ハワイに向けて航空機と予備部品を運搬する。
真珠湾で積み荷を降ろすと、オルタマハはアラメダに帰還する。その後6月19日いサンディエゴに到着し、二日間に渡って兵員と機材を積み込み、6月21日にカリフォルニアを出航しニューヘブリディーズ諸島に向かう。7月7日にエスピリトゥサントに到着し積み荷を降ろすと7月12日にニューギニアのモロベに向かい、7月16日に到着する。その後ランゲマク、ゼーアドラー湾、マヌス島を訪れ、7月25日にエスピリトゥサントに帰還する。その後オルタマハは再びニューヘブリディーズ諸島への巡航を行い、ゼーアドラー湾とガダルカナル島を訪れる。8月10日にニューヘブリディーズ諸島を出航しハワイに向かう。
オルタマハは真珠湾で二日間停泊し、その後サンディエゴへ向かう。サンディエゴで4日間を過ごした後、真珠湾に戻り、9月8日にハワイを出航、エミラウ島とゼーアドラー湾を訪れ、10月6日にサンディエゴに帰還した。その後三週間を同海域での訓練で過ごし、10月26日に再び西への巡航を開始する。
真珠湾での三日間の停泊後、オルタマハは補充航空機とパイロットをエニウェトクへ輸送する。10月15日にウルシー環礁に到着し、同水域で12月14日まで飛行訓練を行った後、第3艦隊の補給海域に向かう。12月16日、オルタマハはフィリピン海で第30.8任務群に合流、翌日駆逐艦ブキャナン (USS Buchanan, DD-484) にパイロットを移乗させるが、荒天により作業は中断した。12月18日の早朝、猛烈な台風に遭遇、09:00までにオルタマハは20度から30度もの傾きを生ずるほど荒波に揺られる。一時間後に視界はゼロとなり、艦は姿勢維持の努力を放棄した。オルタマハの搭載していた航空機の二分の一が破壊されるか船外に落下するかした。更に前方エレベーター部分は浸水し始めた。16:00までに天候は回復し、艦の状態も回復した。オルタマハはすぐに第30.8任務群の艦と合流した。
オルタマハは相当の被害が生じたが、兵員の損害はなく、12月19日に新たに補給任務を再開することができた。オルタマハは補給部隊と共に任務を1945年2月まで継続した。その間にフィリピン海域の第3艦隊の艦艇と共に活動を行い、グアム、マヌス島、ウルシー環礁で港湾訪問を行った。2月15日に真珠湾に到着する。
オルタマハは西海岸へ向けて巡航し、2月26日にアラメダに到着した。その後3月3日にハンターズ・ポイント海軍工廠で信頼性試験を開始し、この間に乾ドックで水線下の定期補修作業と、台風で損傷したスクリューの修理を受ける。3月14日に作業は完了、航空機、弾薬及び補給物資を積み込み真珠湾へ向かう。
大戦も終盤に近づくと、オルタマハはアラメダ、サンディエゴ、真珠湾から太平洋の各地へ運搬作業を行う。グアム、サイパン、エニウェトク、コソル水道、サマール島などに停泊した。8月15日に日本が降伏し、オルタマハは西海岸へ帰還、ハンターズ・ポイント海軍工廠で補修とオーバーホールを受ける。10月半ばに公試を行い、22日に真珠湾へ向かう。その後マジック・カーペット作戦に割り当てられたオルタマハは、兵員及び機材を太平洋からアメリカ本土へ輸送した。
1946年1月15日、オルタマハはワシントン州タコマに向かう。同地で不活性化の準備に入り、9月27日に予備役となる。1955年6月12日に CVHE-18（護衛ヘリ空母）に艦種変更され、1959年3月1日に除籍される。1961年4月25日にニューヨークのアイゼンベルク社に売却され、同年末に日本でスクラップとして廃棄された。
オルタマハは第二次世界大戦の戦功で1個の従軍星章を受章した。